# سن قانونی کار

دسته‌بندی توسط سازمان بین‌المللی کار بر اساس کنوانسیون حداقل سن کار (۱۹۷۳).
۱۸
۱۷
۱۶

سن قانونی کار به کمترین سن مناسب برای کار طبق قانون گفته می‌شود. این سن بر حسب کشور یا حوزه قضایی می‌تواند متفاوت است.

## آفریقا
| کشور          | سن قانونی کار                                                   |
| ------------- | --------------------------------------------------------------- |
| کنیا          | ۱۳: (کار آسان) ۱۶: (کار با تعداد ساعت محدود) ۱۸: (بدون محدودیت) |
| آفریقای جنوبی | ۱۵: (کار با تعداد ساعت محدود) ۱۸: (بدون محدودیت)                |

## آمریکا
| کشور                | سن قانونی کار                                     |
| ------------------- | ------------------------------------------------- |
| ایالات متحده آمریکا | ۱۵: (در بعضی از ایالت‌ها) ۱۸: (در بعضی از ایالت‌ها) |

## آسیا
| کشور              | سن قانونی کار |
| ----------------- | --- |
| چین               | ۱۶ |
| ایران             | : محدودیتی ندارد ( |
| ژاپن              | ۱۵: (پایین‌ترین سن استخدام) ۱۸: (دارای محدودیت‌هایی بر اساس قانون کار) ۲۰: (بدون محدودیت)                                                     |
| مالزی             | ۱۴: کار آسان. ۱۶: (بدون محدودیت). |
| کره شمالی         | ۱۶ |
| اندونزی           | ۱۳: پایین‌ترین سن استخدام. ۱۵: کار با تعداد ساعت محدود. ۱۸: (بدون محدودیت).                                                                  |
| فیلیپین           | ۱۵: (کار با تعداد ساعت محدود) ۱۸: (بدون محدودیت)                                                                                            |
| سنگاپور           | ۱۳: به‌طور معمول سیزده‌سالگی سن طفولیت محسوب می‌شود و به فرد اجازه کارهای سبک داده می‌شود. ۱۵: در محیطهای صنعتی اجازه کار دارد ۱۶: بدون محدودیت |
| تایوان            | ۱۵: اطفال ۱۵ ساله اگر کار می‌کنند کودک کار به‌شمار می‌آیند ۱۶: کار خطرناک به او سپرده نمی‌شود ۱۸: (بدون محدودیت).                               |
| ویتنام            | ۱۵ |
| امارات متحده عربی | ۱۸ |

## اروپا
| کشور            | سن قانونی کار |
| --------------- | --- |
| آلبانی          | ۱۴: (کار آسان در روزهایی غیر از مدرسه) ۱۶: (بدون محدودیت) |
| آندورا          | ۱۴: (کار آسان در روزهایی غیر از مدرسه؛ بیشترین تعدا کار در هفته ۶ روز) :۱۶ (حداکثر ۸ ساعت کار در روز) :۱۸ (بدون محدودیت) |
| ارمنستان        | ۱۶: (بدون محدودیت؛ به هیچ فرد زیر ۱۶ سالی اجازه کار کردن در ارمنستان داده نمی‌شود) |
| اتریش           | ۱۴: (با محدودیت و به همراه خانواده) ۱۵: (با محدودیت و تنها در صورتی که تعداد سال‌های کافی مدرسه را گذرانده باشد) ۱۸: بدون محدودیت |
| بلاروس          | ۱۴: کار آسان فقط با اجازه والدین یا قیم قانونی ۱۶: کار با تعداد ساعت محدود ۱۸: بدون محدودیت |
| بلژیک           | ۱۵: (کار سبک با قوانین خود) ۱۶: (فقط کار سبک) ۱۸: بدون محدودیت |
| بوسنی و هرزگوین | ۱۵: (کار سبک و با تعداد ساعت محدود) ۱۸: (بدون محدودیت) |
| بلغارستان       | ۱۳: (تنها به عنوان بازیگر فیلم؛ با قوانین سخت) ۱۵: (با قوانین سخت) ۱۶ (بعضی از مشاغل ممنوع است) ۱۸: (بدون محدودیت) |
| کرواسی          | ۱۵: (طبق قانون کار سخت) ۱۸: (بدون محدودیت) |
| قبرس            | ۱۵: (طبق قانون کار سخت) ۱۸: (بدون محدودیت) |
| جمهوری چک       | ۱۴: (تنها تحت شرایط خاص) ۱۵: (مشاغل محدود با تعداد ساعت محدود) ۱۸: (بدون محدودیت) |
| دانمارک         | بدون سن: (تنها فعالیت در زمینه‌های فرهنگی و هنری البته باید از پیش مجوز پلیس صادر شود) ۱۳: (بچه‌های مدرسه‌ای بین ۱۳ تا ۱۵ سال می‌توانند کار سبک داشته باشند که ماشینی نباشد) ۱۵: (اجازه کارهای خطرناک هم داده شده‌است ولی ساعت کار ۶ صبح تا ۶ بعد از ظهر است) ۱۸: (بدون محدودیت) |
| استونی          | ۱۳: با کسب اجازه از والدین و رعایت محدودیت ها ۱۵: پایین‌ترین سن استخدام و با ساعت کار محدود ۱۸: بدون محدودیت. |
| فنلاند          | ۱۴: کار سبک. ۱۵ : کمترین سن استخدام و با ساعت کار محدود ۱۸: بدون محدودیت. |
| فرانسه          | ۱۴: (فقط کار سبک بر اساس قانون Code du travail ; شیفت شب ممنوع; محدودیت‌های زمانی سخت; به اجازه والدین نیاز است) ۱۶: (شیفت شب ممنوع; محدودیت زمانی سخت; به اجازه والدین نیاز است) ۱۸: (بدون محدودیت) |
| آلمان           | ۱۳: (با اجازه والدین؛ فقط کارهای سبک) ۱۵: (کار پاره وقت کمتر از ۸ ساعت در روز؛ در آخر هفته‌ها و روزهای تعطیل کار ممنوع). سایر محدودیت‌ها برای استراحت و حداکثر ساعت کار. ۱۸: بدون محدودیت |
| مجارستان        | ۱۶: (بر اساس قانون کار مجارستان افراد بالای ۱۶ سال می‌توانند کار کنند اما اگر فرد خیلی جوان باشد دو سال تحت حفاظت است و بیشتر از ۸ ساعت نباید کار کند. به ازای هر ۴٫۵ ساعت کار باید ۲۰ دقیقه استراحت داده شود) ۱۸: (بدون محدودیت) |
| ایسلند          | ۱۳: (فقط کارهای امن و آسان. زمان کار نباید با مدرسه الزامی تداخل داشته باشد.) ۱۶: (در شرایط سخت کارفرما وظیفه دارد از کارگر جوان مراقبت کند) ۱۸: (بدون محدودیت) |
| جمهوری ایرلند   | ۱۴: (برای افراد زیر ۱۶ سال اجازه کار تمام وقت داده نمی‌شود و شرایط زیر باید در نظر گرفته شود: • کار آسان و با تعطیلات • کار به صورت آزمایشی و کارآموزی باشد • کار در زمینه فیلم یا کارهای تبلیغاتی باشد.) ۱۶: (افراد در محدوده سنی ۱۶ تا ۱۷ سال می‌توانند از ساعت ۶ تا ۲۲ کار کنند) ۱۸: (بدون محدودیت) |
| ایتالیا         | ۱۵: (نوع و ساعت کار محدود) ۱۸: (بدون محدودیت) |
| لتونی           | ۱۵: (افراد بین ۱۵ تا ۱۸ سال نباید بیش از ۷ ساعت در روز و ۳۵ ساعت در هفته کار کنند. قرار دادن افراد دارای سن کم در شرایط نا امن و ناسالم و نامتناسب با روحیات اخلاقی ممنوع است. اگر این افراد در دوره آزمایشی نیستند حتما باید به آن‌ها استراحت داده شود.) ۱۸: (بدون محدودیت) |
| لیختن‌اشتاین     | ۱۴: (کار سبک و کمتر از ۹ ساعت در هفته) ۱۵: (افراد بین ۱۵ تا ۱۸ سال باید کمتر از ۴۰ ساعت در هفته کار کنند) ۱۸: (بدون محدودیت) |
| لیتوانی         | ۱۴: (تحت شرایط خاص می‌توانند کار آسان انجتم دهند . در طول زمان مدرسه، ساعت کار نبای از دو ساعت بیشتر شود و روزهای تعطیل نیز نباید از دوازده ساعت بیشتر شود) ۱۶: (برای افرادی که ۱۶ سال را تمام کرده‌اند ساعت کار نباید از ۸ ساعت در روز و ۳۶ ساعت در هفته بیشتر شود) ۱۸: (بدون محدودیت) |
| لوکزامبورگ      | ۱۶ |
| مالت            | ۱۶: (تاز مانی که به سن بلوغ برسد می‌تواند ۸ ساعت در روز و ۴۰ ساعت در هفته کار کند). کارگران جوان حق ندارند بین ساعت ۲۲ تا ۶ صبح کار کنند) ۱۸: (بدون محدودیت) |
| هلند            | ۱۳: (کمترین سن کار البته باید تحت نظارت باشد و الزاما به معنی کمترین حقوق دریافتی نیست) ۱۵: (حق دریافت کمترین حقوق) ۱۶: (اغلب ویژگی هایشان با افراد به سن کار رسیده یکسان است اما نباید در شرایط سخت کار کنند) ۱۸: (بدون محدودیت) |
| نروژ            | ۱۳: (افراد در محدوده سنی ۱۳ تا ۱۵ سال می‌توانند کارهای سبک انجام دهند به شرطی که برای سلامتی‌شان خطر نداشته باشد) ۱۵: (می‌توانند کار کنند اما ساعت کار و نوع کار محدود است.) ۱۸: (بدون محدودیت) |
| لهستان          | هیچکدام: (در زمینه کارهای هنری و فرهنگی) ۱۵: (فقظ کار سبک) ۱۸: (بدون محدودیت) |
| پرتغال          | ۱۶: (ساعت و نوع کار محدود است) ۱۸: (بدون محدودیت) |
| روسیه           | بدون سن: (فقط در زمینه هنر و با اجازه والدین) ۱۴: (فقط کار سبک، با اجازه والدین، با ساعت کار محدود، به شرطی که با ساعت‌های مدرسه تداخل نداشته باشد) ۱۶: (فقط کار سبک، پایان تحصیل نیاز است) ۱۸: بدون محدودیت |
| صربستان         | ۱۸ |
| اسپانیا         | بدون سن: فعالیت‌های هنری با اجازه و تحت نظر اداره کار ۱۶: اجازه والدین نیاز است. ۱۸: بدون محدودیت |
| سوئد            | بدون سن: (فقط کارهای سبک. با اجازه والدین و ساعت کار محدود.) ۱۳: (فقط کارهای سبک، با اجازه والدین و ساعت کار محدود) ۱۶: (فقط کار سبک، ساعت کار محدود) ۱۸: (بدون محدودیت) |
| سوئیس           | سال ۱۳: (فقط کار سبک؛ باید با اجازه والدین باشد) - در زمانی که مدرسه‌ها باز هستند حداکثر ۳ ساعت در روز - در زمانی که مدرسه‌ها باز نیستند حداکثر ۸ ساعت در روز و ۴۰ ساعت در هفته ۱۵ سال: (باید با اجازه والدین باشد) - حداکثر ۹ ساعت در روز سال ۱۶: کمترین سن برای کار در رستوران یا کافه. کمترین سن برای کار در سیرک یا سینما. - حداکثر کار تا ساعت ۱۰ شب سال ۱۸: بدون محدودیت (و کمترین سن پذیرفته شده برای کار در میکده، دسکوتک و کلوب‌های شبانه) |
| بریتانیا        | ۱۳: (کار پاره وقت و دارای محدودیت، خطرناک نباشد و به تحصیل کودک آسیب نزند) ۱۶: (کار تمام وقت و می‌تواند حداقل دستمزد کار را دریافت کند) ۱۸: (کار با مجوز در مشروب فروشی و کلوب‌های شبانه) |

## اقیانوسیه
| کشور     | سن قانونی کار                                                           |
| -------- | ----------------------------------------------------------------------- |
| استرالیا | بر اساس ایالت و قلمرو متفاوت است                                        |
| نیوزیلند | ۱۶: (کار با تعداد ساعت محدود) ۱۸: کار به صورت تمام وقت ۲۰: بدون محدودیت |